# Aphelinus mariscusae
Aphelinus mariscusae är en stekelart som först beskrevs av Jean Risbec 1957.  Aphelinus mariscusae ingår i släktet Aphelinus och familjen växtlussteklar. Inga underarter finns listade i Catalogue of Life.